# سنگ‌چشم ببری
سنگ‌چشم ببری (نام علمی: Lanius tigrinus) نام یک گونه از سرده سنگ‌چشم‌های معمولی است.